# Bezvodivka, Mirhorod
Bezvodivka (în ucraineană Безводівка) este un sat în comuna Cerkașceanî din raionul Mirhorod, regiunea Poltava, Ucraina.

## Demografie
Componența lingvistică a localității Bezvodivka
     Ucraineană (98,25%)
     Rusă (1,75%)
Conform recensământului din 2001, majoritatea populației localității Bezvodivka era vorbitoare de ucraineană (98,25%), existând în minoritate și vorbitori de rusă (1,75%).